# Kfzteile24
Die kfzteile24 GmbH mit Sitz in Berlin ist der Betreiber eines Autoteile-Onlineshops mit demselben Namen. Nach Umsatz zählte die Plattform in Deutschland im Jahr 2017 zu den größten in ihrem Produktsegment und stand unter den deutschen Onlineshops auf Platz 47. Das Unternehmen beschäftigt am Firmensitz, in drei Filialen und in zwei Logistikstandorten insgesamt etwa 550 Mitarbeiter.

## Geschichte
Im Jahr 2001 eröffnete kfzteile24 einen eBay-Shop für Autoteile. Mit über 250.000 Bewertungen wurde der Shop einer der größten Powerseller im Bereich eBay-Motors und erhielt 2007 hierfür einen Stern auf dem eBay-eigenen Walk-of-Stars in Dreilinden.
2005 gründeten Torsten Hainke, Matthias Kieper und René Steinert die kfzteile24 GmbH. 2006 eröffneten sie die erste Filiale in Berlin-Weißensee und 2007 den Onlineshop kfzteile24-shop.de (später kfzteile24.de); hierbei verlagerten sie die Umsätze von eBay zum eigenen Onlineshop.
Die zweite Filiale wurde 2008 in Berlin-Mahlsdorf mit angeschlossenem Zentrallager eröffnet. Das Unternehmen erweiterte 2010 seine erste Filiale in Berlin-Weißensee um eine Kfz-Meisterwerkstatt, und in den Folgejahren wurden alle Filialen mit Werkstätten ausgestattet. 2014 wurde die dritte Filiale in Berlin-Spandau eröffnet. Als Werbegesicht fungierte für einige Jahre der RTL-Formel-1-Moderator Kai Ebel.
Der Umsatz des Unternehmens lag im Jahre 2017 bei ca. 160 Mio. Euro.
2017 wurden neue Geschäftsräume bezogen, um der wachsenden Mitarbeiterzahl Rechnung zu tragen. 2018 wurden Onlineshops in Österreich, Frankreich, Dänemark und in den Niederlanden unter der Marke Carpardoo in Betrieb genommen.

## Produkte & Dienstleistungen
kfzteile24 betreibt in Deutschland zwei Onlineshops für Kfz-Ersatzteile und Zubehör. Weiterhin verfügt das Unternehmen über drei Berliner Filialen mit angeschlossenen Werkstätten. Der Teileversand erfolgt über einen zentralen Logistikstandort, wobei bis zu 10.000 Pakete täglich verschickt werden. Der Kundenservice sitzt in Berlin und über einen eigenen YouTube-Kanal werden Einbauanleitungen und Reparatur-Tutorials veröffentlicht.

## Standorte
Der Firmensitz von Kfzteile24 liegt am Treptower Park in Berlin. Kfzteile24 betreibt drei Filialen mit angeschlossenen Kfz-Werkstätten in Berlin-Weißensee, Berlin-Mahlsdorf und Berlin-Spandau. Die Logistik hat ihren Sitz in Neuseddin. Zudem gibt es ein kleineres Lager in Ludwigsfelde.

## Sportsponsoring

### Fußball
Von 2009 bis 2023 war kfzteile24 Sponsor des Erstligisten 1. FC Union Berlin. Im Jahr 2013 mit dem damaligen Zweitligisten SC Paderborn 07 gab es ein weiteres Engagement als Sponsor. Außerdem war das Unternehmen im Jahr 2013 mit ihrer Premiummarke f.becker_line als Hauptsponsor des Drittligisten Chemnitzer FC vertreten. 2017 war kfzteile24 zudem Premium-Partner von Hertha BSC.

### Motorsport
Im Jahr 2012 startete kfzteile24 das Motorsport-Engagement mit dem Einstieg als Hauptsponsor des MS Racing Team, das in der Rennserie ADAC GT Masters vertreten ist. Von 2013 bis 2022 war das Unternehmen zusätzlich Hauptsponsor des Rennstalls Mücke Motorsport. Mit Einsätzen in der DTM, der Formel 3, der Formel BMW, ADAC-Formel-Masters und GP3 gehört das Team zu einem der größten privaten Rennteams. 2017 wurde kfzteile24 Serienpartner der ADAC GT Masters und unterstützt Isabell Weber im ADAC Motorboot Cup sowie Michael Reetz im Kartsport.

### Darts
Das Unternehmen trat bei Darts-Veranstaltungen als Sponsor auf, u. a. in den Jahren 2017 und 2018 bei "Die Promi-Darts-WM".

## Auszeichnung
Das Unternehmen wurde von den Autobild-Lesern in den Jahren 2012, 2013 und 2014 in den Kategorien Online-Versandhandel Handling und Angebote zum Sieger gewählt.
Die Welt kürte kfzteile24 in den Jahren 2015 und 2018 zum Service-Champion und für die Leser von auto motor und sport war das Unternehmen 2016 und 2017 BEST BRAND in der Kategorie "Online-Versandhandel Autoteile".